# Aukkua
Aukkua är en sjö i kommunen Viitasaari i landskapet Mellersta Finland i Finland. Arean är 46 hektar och strandlinjen är 4,14 kilometer lång. Sjön  ingår i Kymmene älvs huvudavrinningsområde.   Den ligger omkring 87 kilometer norr om Jyväskylä och omkring 320 kilometer norr om Helsingfors. 